# Max Keiser
Max Keiser, född den 23 januari 1960, är en amerikansk tv-producent, programledare och före detta mäklare och trader. Keiser är programledare för On the Edge, ett program med nyheter och analyser som sänds via iranska engelskspråkiga tv-kanalen Press TV. Han är också värd för Keiser Report, "en finansiell tabloid" som sänds i den  ryska internationella tv-kanalen RT. Tidigare har han varit värd för  The Oracle with Max Keiser på BBC World News och har tidigare dessutom producerat och dykt upp regelbundet i tv-serierna People & Power på Al-Jazeeras engelska nätverk. Dessutom presenterar han varje vecka en show om finansiell ekonomi och marknader på Londons Resonance FM och skriver för The Huffington Post. Han är också känd för uppfinningen "Virtual Specialist Technology", ett softwaresystem som används av Hollywood Stock Exchange.

## Utdrag ur karriären
Keiser har arbetat med finansiella frågor i 25 år. Han började sin karriär som aktiemäklare på Wall Street efter att ha tagit examen från New York University.

### People & Power
Keiser har producerat 10 korta dokumentärfilmer om olika aspekter av finansiell ekonomi för Al Jazeera's serie People & Power.

### The Oracle with Max Keiser
Ett pilotavsnitt producerades för Al-Jazeera med titeln The Oracle. Detta utvecklades till en serie för BBC News. Serien sändes första gången januari 2009 och var tänkt som en humoristisk rapportering om finansiella nyheter innan de händer och sändes i 10 avsnitt.  

### On The Edge with Max Keiser
On the Edge with Max Keiser är en show som startade 2009 och som sänds på Press TV. Den finansielle kommentatorn Stacy Herbert dyker ofta upp och gör intervjuer med välkända alternativekonomer.